# Edward Theodore Compton

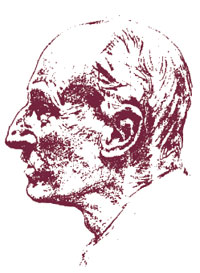
Porträt Edward Theodore Compton

Edward Theodore Compton, meist E. T. Compton genannt (* 29. Juli 1849 in Stoke Newington, England; † 22. März 1921 in Feldafing) war ein englischer Alpenmaler und Bergsteiger. Er lebte seit seinem 18. Lebensjahr in Deutschland und nahm damals auch die deutsche Staatsangehörigkeit an. Als Bergsteiger führte er gut 300 bedeutende Ersteigungen durch, darunter 27 Erstbesteigungen. Bis heute ist Compton für seine 1700 Bergmotive in eindrucksvollen und gleichzeitig topografisch genauen Aquarelle, Feder- und Pinselzeichnungen bekannt.

## Leben
Edward Theodore Compton wurde 1849 in Stoke Newington (heute ein Vorort von London) als Sohn des kunstsinnigen Versicherungsagenten Theodore Compton geboren. Bei seinen Eltern, die fromme Quäker waren, standen Naturerlebnisse im Mittelpunkt des familiären Alltags.
1863 begann Compton mit ersten Naturstudien und besuchte verschiedene englische Kunstschulen, so auch für kurze Zeit die Royal Academy of Arts in London. Ansonsten bildete er sich autodidaktisch weiter und arbeitete an Motiven aus den englischen Seengebieten.

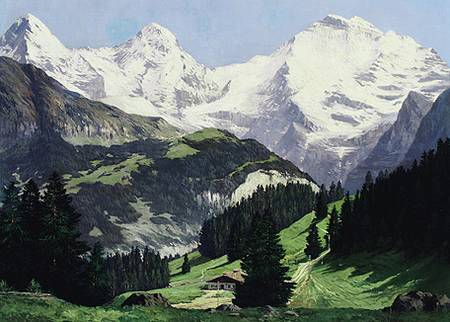
Sommertag im Berner Oberland mit Eiger, Mönch und Jungfrau

Comptons Vater versuchte, seinen Kindern eine möglichst gute Schulbildung zu ermöglichen. Die hohen Schulkosten in England und eine insbesondere für seinen kunstbegabten Sohn Edward Theodore ideale Umgebung veranlassten die Familie, 1867 nach Deutschland auszuwandern und nach Darmstadt überzusiedeln. Darmstadt war zu jener Zeit als Residenz des Großherzogtums Hessen unter Großherzog Ludwig III. eine Künstlerhochburg, in der sich viele Künstler in dem Rheinischen Kunstverein zusammengeschlossen hatten. Auch gab es eine besondere Museums-Zeichenschule, die viele interessierte junge Menschen anzog und aus der unter anderem auch der später als Landschaftsmaler bekannte Eugen Bracht hervorging. Aus Comptons Tagebuchaufzeichnungen geht hervor, dass nicht nur sein Vater, sondern auch er in Darmstadt Zeichenunterricht erteilten. Zum Beispiel gehörte die Hessen-Prinzessin Alice zu seinen Schülerinnen.
Noch im Jahr 1867 unternahm Compton eine Rheinlandreise und schuf mehrere Skizzenbücher, die aber nicht zusammenhängend erhalten sind. Überliefert ist das in den Monaten Mai und Juni 1868 auf den Wanderungen an der Mosel und durch die Eifel entstandene Skizzenbuch. Im Juli 1868 reiste die gesamte Compton-Familie in das Berner Oberland, nachdem Edward Theodore bereits 1867 den Thunersee besucht und davon begeistert berichtet hatte. Auf dieser zweiten Reise soll sich Compton während der Überfahrt über den Thuner See spontan entschlossen haben, Bergmaler und Bergsteiger zu werden, als sich der Nebel überraschend teilte und Eiger, Mönch und Jungfrau fast wie in einer Vision über ihm standen.
Ab 1869 wohnte Compton in München und stellte dort zwei Jahre später zum ersten Mal im Glaspalast aus. 1872 heiratete er die Münchnerin Gusti von Romako (Auguste Amalie Plötz) und unternahm mit ihr eine zweijährige Reise, die das junge Paar nach Tirol, Kärnten und Italien führte. 1874, Compton war jetzt 24 Jahre alt, ließen sich die beiden schließlich in Feldafing am Starnberger See nieder.

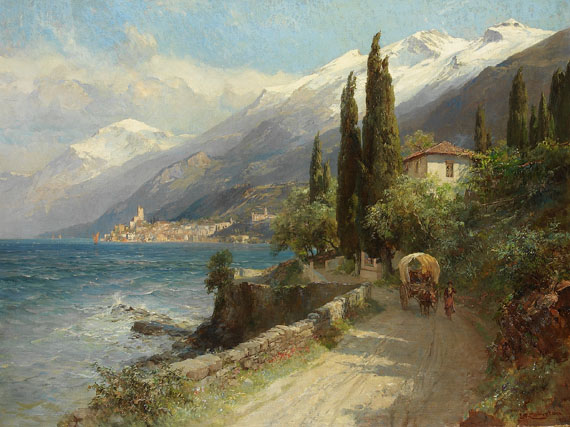
Malcesine am Gardasee mit Monte Baldo (1913)

In den folgenden Jahren reiste Compton in die Gebirgswelt von Österreich, Skandinavien, Nordafrika, Korsika und Spanien und verarbeitete seine Reiseeindrücke in einer Vielzahl von Ölbildern und Aquarellen, aber auch in Tuschezeichnungen.
Das Übergewicht der alpinen Szenen verdeckt, dass Compton auch außerhalb liegende Gebiete besucht und in Bildern festgehalten hat, wie beispielsweise die Hohe Tatra, das Schottische Hochland und die Hebriden, aber auch die Lofoten und das Nordkap sowie die kolumbianischen Anden.

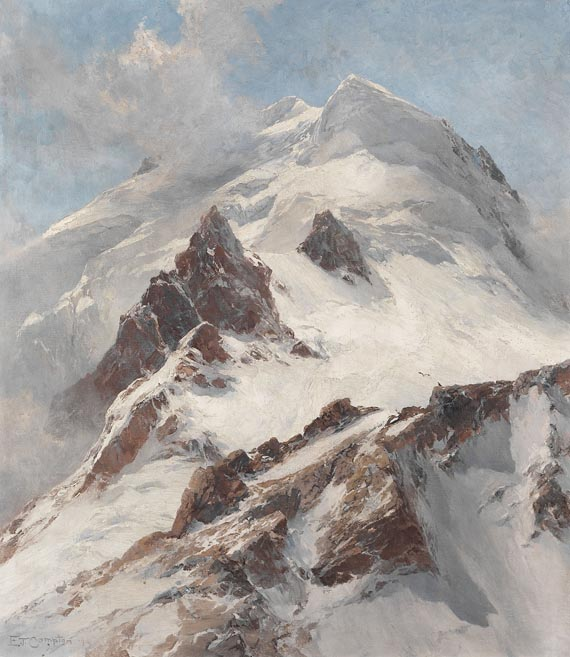
Piz Morteratsch, Blick von der Fuorcla Boval auf die Nordflanke (1914)

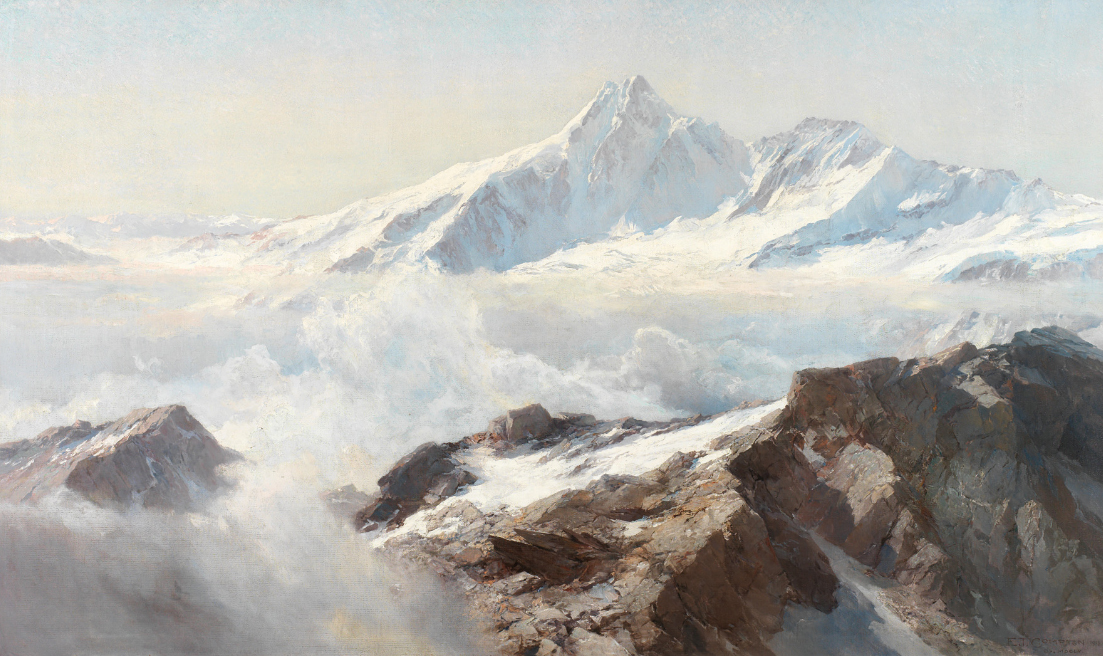
Großglockner (1918)
Alpenverein-Museum, Innsbruck

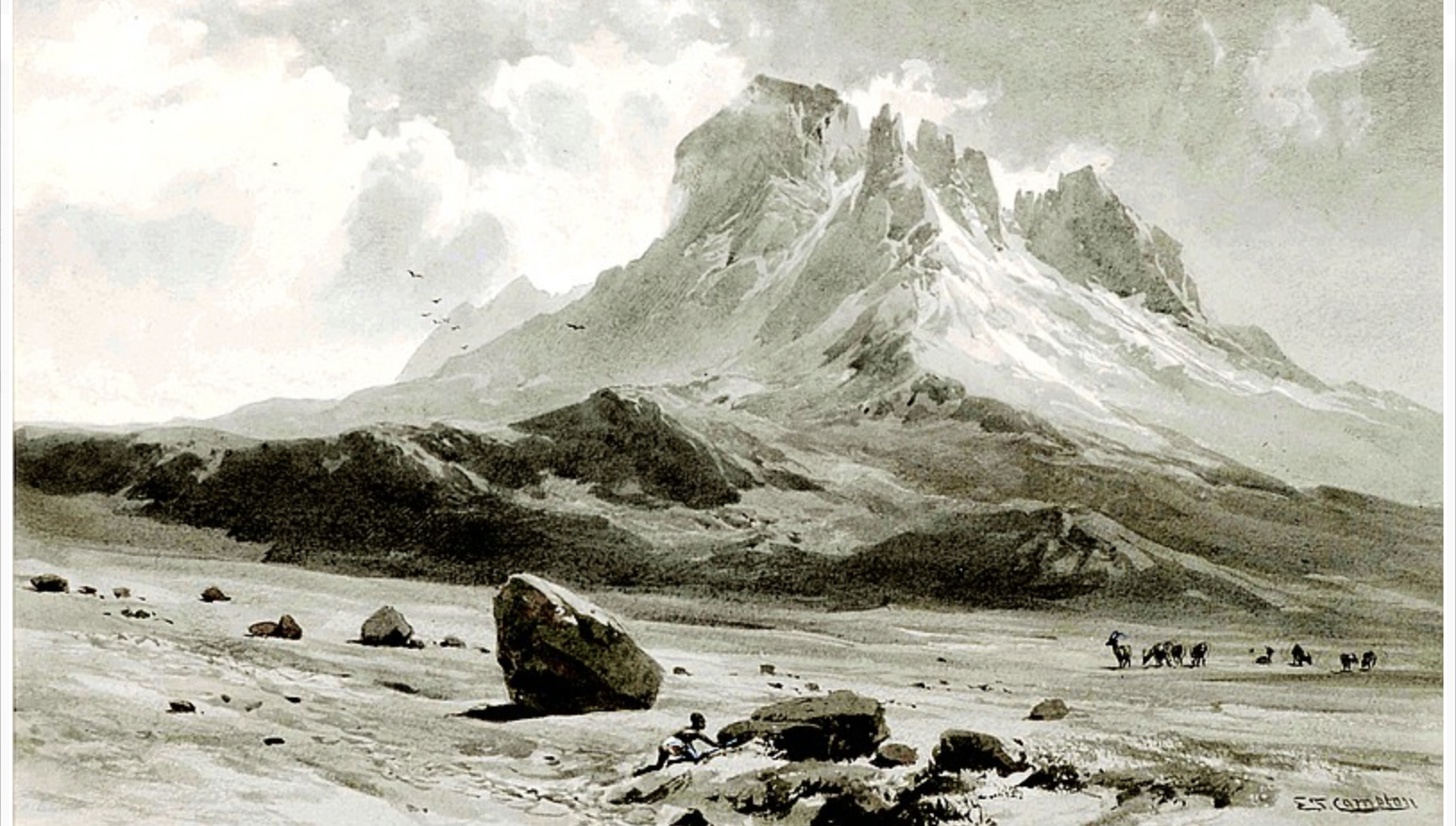
Der Mawensi vom Sattelplateau - 4.400 m - aus NW. gesehen (1890).

Die bei seinen Bergsteigertouren in den Alpen, den Pyrenäen, in Korsika und Schottland empfangenen Eindrücke verarbeitete er in seinen Werken, die mit ihren topografisch korrekten Ansichten dokumentarischen Wert besitzen. 1880 wurde er Mitglied der Royal Academy London, sowie des exklusiven britischen Alpine Club und des Deutschen und Österreichischen Alpenverein (DuÖAV). Neben seiner Tätigkeit als Maler war Compton als Illustrator für verschiedene alpine Zeitschriften und Publikationen tätig.
1890 schuf Compton Illustrationen für Hans Meyers Buch Ostafrikanische Gletscherfahrten. Forschungsreisen im Kilimandscharo-Gebiet, indem er von Meyer vor Ort erstellte Photographien für die Komposition seiner Bilder nutzte. Die Bilder wurden dann als Heliografien in dem Buch verwandt. In der Folge erhielt Compton noch weitere Aufträge für Illustrationen für Bücher, die der Verlag von Meyer herausbrachte, z. B. die Allgemeine Länderkunde-Reihe von Wilhelm Sievers und Friedrich Hahn. Compton war selbst nie am Kilimandscharo.

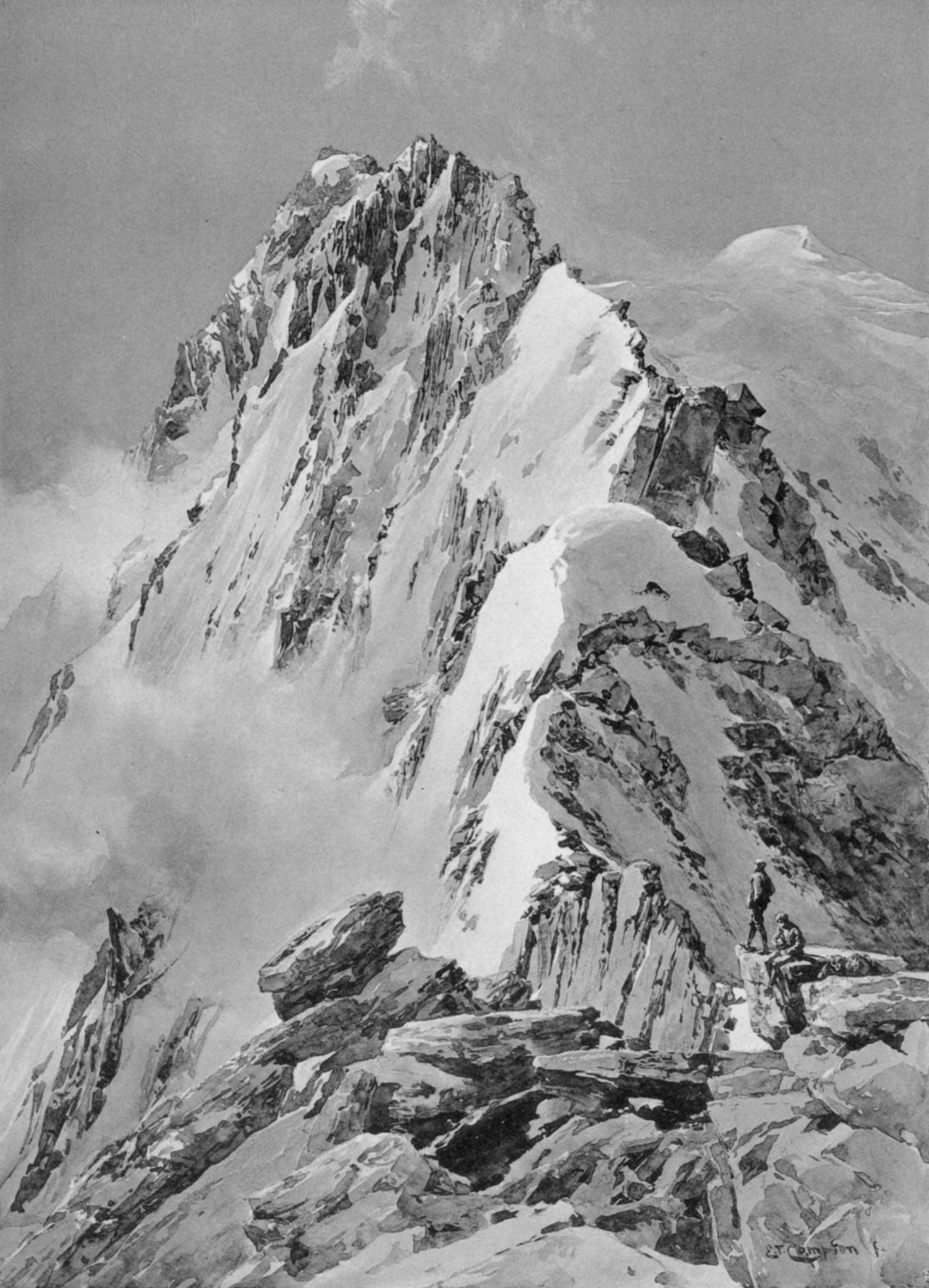
Weißmies-Nordgrat von der Scharte hinter dem ersten Gratturm (1904)

1909 wurde Compton von seinem Freund Karl Blodig auf vielen Touren in der Silvretta begleitet. In der Zeit des Ersten Weltkriegs erreichte Compton eine Einladung des österreichischen Heereskommandos, Bilder von der Gebirgsfront zu malen. Das Bayerische Oberkommando untersagte ihm dies aber, obwohl sich Berlin zustimmend geäußert hatte. Zudem wurde er damals von der Münchener Künstlergenossenschaft ausgeschlossen, weil er Engländer war.
Europaweit bekannt wurde Compton auch als Illustrator in den Publikationen des Deutschen und Österreichischen Alpenvereins (DuÖAV). Auch die Abbildungen in Emil Zsigmondys Buch Im Hochgebirge (1889) gehen auf ihn zurück, ebenso die Illustrationen in Alpinismus in Bildern von Steinitzer (1913) oder Über Fels und Firn von H. Hess (1901).
Im Alter von 72 Jahren starb Edward Theodore Compton am 22. März 1921 in Feldafing am Starnberger See.
Zu seinen Ehren erhielt eine Alpenvereinshütte in den Gailtaler Alpen den Namen E.-T.-Compton-Hütte.

## Stil und Wirkung
Anfänglich noch der englischen Romantik verhaftet, entwickelte Compton später eine realistische neue Art der Naturdarstellung, indem er sich zwar von seinen künstlerischen Ideen leiten ließ, aber dabei größtmöglich geographisch exakt blieb. Aufschlussreich ist in diesem Zusammenhang, dass sich Compton mit Fragen der Vermessungstechnik beschäftigt hatte.
Schon seine frühen Aquarelle zeigen die hohe Bedeutung von Helligkeit und Licht in Comptons Werken.
Auffallend in den Kompositionen Comptons ist auch die Art, wie er die diffuse Technik der verschiedenen Medien wie Wasser und Luft, auch aufsteigender Dunst und Nebel, für die Darstellung der Eigenheiten und momentanen Stimmungen seiner Landschaften nutzte.
Auch wenn Compton nie eine Schule gegründet oder initiiert hatte, nahmen doch viele Künstler Comptons Stil zum Vorbild: so z. B. Ernst Platz und Karl Arnold sowie Comptons Sohn Edward Harrison Compton und seine Tochter Dora Compton.
Viele seiner Werke, besonders die sehr großformatigen Ölgemälde, können im Alpenvereinsmuseum in Innsbruck und im Alpinen Museum auf der Praterinsel in München besichtigt werden.

## Bergführermuseum
Im Bergführermuseum in St. Niklaus Dorf wird zum Thema Kunst und Alpinismus bzw. im Rahmen der Verbindung der St. Niklauser Bergführer zu zeitgenössischen Malern u. a. Edward Theodore Compton gewürdigt.

## Familie
Die Neigung zum Zeichnen und Malen zeigt sich bei den Familienmitgliedern Comptons.
1. Theodore Compton (der Vater Edward Theodores) wirkte als Zeichenlehrer in Darmstadt.
  1. Edward Theodore Compton (1849–1921), Alpenmaler und Bergsteiger.
    1. Edward Harrison Compton (1881–1960), Landschaftsmaler.
    2. Dora Keel-Compton, Blumen- und Bergmalerin.
    3. Marion Compton, Blumen- und Stilllebenmalerin.

## Erstbesteigungen und Touren (Auswahl)
- Torre di Brenta – Erstbesteigung 1882
- Cima Brenta – Erstbesteigung durch die Südwand 1882
- Große Fermeda (Geislergruppe)
- Aiguille Blanche de Peuterey – erste führerlose Besteigung 1905 gemeinsam mit Karl Blodig
- Großglockner-Besteigung mit 70 Jahren[11]

## Seilgefährten (Auswahl)
- Theodor Christomannos
- Karl Blodig, der als Erster alle Viertausender der Alpen bestieg
- Ludwig Purtscheller
- Emil Zsigmondy